# Gée
Pour les articles homonymes, voir Gee.
Gée est une ancienne commune française située dans le département de Maine-et-Loire, en région Pays de la Loire, devenue le 1er janvier 2016, une commune déléguée de la commune nouvelle de Beaufort-en-Anjou.

## Géographie
Commune angevine du Baugeois, Gée se situe au nord-ouest de Beaufort-en-Vallée, sur la route D 59, Saint Georges du Bois - Beaufort en Vallée. Elle est bordée au sud-est par le Couasnon.
Son territoire se situe sur les unités paysagères du Plateau du Baugeois et du Val d'Anjou.

## Politique et administration

### Administration municipale

#### Administration actuelle
Depuis le 1er janvier 2016, Gée constitue une commune déléguée au sein de la commune nouvelle de Beaufort-en-Anjou et dispose d'un maire délégué.
| Période         | Période         | Identité          | Étiquette | Qualité                     |
| --------------- | --------------- | ----------------- | --------- | --------------------------- |
| 9 janvier 2016  | 3 juillet 2020  | Maryvonne Meignan | SE        |                             |
| 3 juillet 2020  | 28 janvier 2023 | Didier Legeay     |           |                             |
| 28 janvier 2023 | En cours        | Maryvonne Meignan | SE        | Retraitée de l’enseignement |

#### Administration ancienne
| Période                                  | Période       | Identité           | Étiquette | Qualité |
| ---------------------------------------- | ------------- | ------------------ | --------- | ------- |
| mars 2001                                | décembre 2015 | Maryvonne Meignan, |           |         |
| Les données manquantes sont à compléter. |               |                    |           |         |

### Ancienne situation administrative
Avant son changement de statut, le 1er janvier 2016, la commune était membre de la communauté de communes de Beaufort-en-Anjou, elle-même membre du syndicat mixte Pays des Vallées d'Anjou.

## Population et société

### Démographie

#### Évolution démographique
L'évolution du nombre d'habitants est connue à travers les recensements de la population effectués dans la commune depuis 1793. À partir du 1er janvier 2009, les populations légales des communes sont publiées annuellement dans le cadre d'un recensement qui repose désormais sur une collecte d'information annuelle, concernant successivement tous les territoires communaux au cours d'une période de cinq ans. 
Pour les communes de moins de 10 000 habitants, une enquête de recensement portant sur toute la population est réalisée tous les cinq ans, les populations légales des années intermédiaires étant quant à elles estimées par interpolation ou extrapolation. Pour la commune, le premier recensement exhaustif entrant dans le cadre du nouveau dispositif a été réalisé en 2007,.
En 2013, la commune comptait 486 habitants, en évolution de +24,94 % par rapport à 2008 (Maine-et-Loire : +3,3 %, France hors Mayotte : +2,49 %).
| 1793 | 1800 | 1806 | 1821 | 1831 | 1836 | 1841 | 1846 | 1851 |
| ---- | ---- | ---- | ---- | ---- | ---- | ---- | ---- | ---- |
| 470  | 431  | 394  | 417  | 451  | 411  | 446  | 429  | 422  |

| 1856 | 1861 | 1866 | 1872 | 1876 | 1881 | 1886 | 1891 | 1896 |
| ---- | ---- | ---- | ---- | ---- | ---- | ---- | ---- | ---- |
| 427  | 397  | 390  | 373  | 366  | 363  | 354  | 360  | 334  |

| 1901 | 1906 | 1911 | 1921 | 1926 | 1931 | 1936 | 1946 | 1954 |
| ---- | ---- | ---- | ---- | ---- | ---- | ---- | ---- | ---- |
| 336  | 349  | 331  | 235  | 246  | 261  | 266  | 269  | 234  |

| 1962 | 1968 | 1975 | 1982 | 1990 | 1999 | 2007 | 2012 | 2013 |
| ---- | ---- | ---- | ---- | ---- | ---- | ---- | ---- | ---- |
| 207  | 195  | 196  | 244  | 279  | 287  | 333  | 468  | 486  |

#### Pyramide des âges
La population de la commune est relativement jeune. Le taux de personnes d'un âge supérieur à 60 ans (12,9 %) est en effet inférieur au taux national (21,8 %) et au taux départemental (21,4 %).
Contrairement aux répartitions nationale et départementale, la population masculine de la commune est supérieure à la population féminine (50,2 % contre 48,7 % au niveau national et 48,9 % au niveau départemental).
La répartition de la population de la commune par tranches d'âge est, en 2008, la suivante :
- 50,2 % d’hommes (0 à 14 ans = 25,1 %, 15 à 29 ans = 13,8 %, 30 à 44 ans = 27,5 %, 45 à 59 ans = 21,6 %, plus de 60 ans = 12 %) ;
- 49,8 % de femmes (0 à 14 ans = 25,3 %, 15 à 29 ans = 15,7 %, 30 à 44 ans = 25,3 %, 45 à 59 ans = 19,9 %, plus de 60 ans = 13,8 %).

| Hommes | Classe d’âge | Femmes |
| ------ | ------------ | ------ |
| 0,0    | 90 ans ou +  | 0,0    |
| 3,0    | 75 à 89 ans  | 4,2    |
| 9,0    | 60 à 74 ans  | 9,6    |
| 21,6   | 45 à 59 ans  | 19,9   |
| 27,5   | 30 à 44 ans  | 25,3   |
| 13,8   | 15 à 29 ans  | 15,7   |
| 25,1   | 0 à 14 ans   | 25,3   |

| Hommes | Classe d’âge | Femmes |
| ------ | ------------ | ------ |
| 0,4    | 90 ans ou +  | 1,1    |
| 6,3    | 75 à 89 ans  | 9,5    |
| 12,1   | 60 à 74 ans  | 13,1   |
| 20,0   | 45 à 59 ans  | 19,4   |
| 20,3   | 30 à 44 ans  | 19,3   |
| 20,2   | 15 à 29 ans  | 18,9   |
| 20,7   | 0 à 14 ans   | 18,7   |

## Économie
Sur 29 établissements présents sur la commune à fin 2010, 31 % relevaient du secteur de l'agriculture (pour une moyenne de 17 % sur le département), 3 % du secteur de l'industrie, 7 % du secteur de la construction, 45 % de celui du commerce et des services et 14 % du secteur de l'administration et de la santé.

## Culture locale et patrimoine

### Lieux et monuments
- Église Saint-Aubin des XIIe et XVIe siècles, à l’origine simple chapelle desservant le château féodal et devenue église paroissiale en 1282[16],[17].
- Presbytère du XVIIe siècle[18].